# Lesa
Lesa är en ort och kommun i provinsen Novara i regionen Piemonte i Italien vid Lago Maggiore. Kommunen hade 2 211 invånare (2018). och gränsar till kommunerna Belgirate, Brovello-Carpugnino, Ispra, Massino Visconti, Meina, Nebbiuno, Ranco och Stresa.